# Nel Lines
La NEL Lines (acronimo greco: Ναυτιλιακή Εταιρία Λέσβου, Naftiliaki Eteria Lesvou; in italiano Compagnia marittima di Lesbo) è stata una compagnia di navigazione greca fallita nel 2015.

## Storia[1]
Fondata nel 1972, come società d'azionariato popolare, con azionisti residenti nell'isola di Lesbo mirando principalmente all'acquisto di una nave di linea per la rotta Mitilene-Chio-Pireo. Da allora, l'azienda si è espansa, servendo la maggior parte delle destinazioni del Mar Egeo con traghetti passeggeri ad alta velocità e convenzionali Ro-Pax.
Nel 2015 NEL Lines ha dichiarato bancarotta, cessando tutte le operazioni.

## Flotta
Navi appartenute fino all'effettivo fallimento del 2015
| Nave                 | Numero IMO | Anni di servizio    | Destino finale                                                                                     |
| -------------------- | ---------- | ------------------- | -------------------------------------------------------------------------------------------------- |
| Sappho               | 6612403    | 1973-2002           | Demolita a gennaio 2004 ad Alang (India) come Santori                                              |
| Arion                | 6420214    | 1975-1981           | Demolita a giugno 1984 a Barcellona (Spagna)                                                       |
| Homerus              | 5367984    | 1977-1993           | Demolita a luglio 2003 ad Alang (India) come Veesham IX                                            |
| Alcaeos              | 7014440    | 1981-2001           | Demolita a luglio 2004 ad Aliağa (Turchia) come Sochi Express                                      |
| Odysseas Elytis      | 7126322    | 1982-1985           | Demolita a settembre 2005 ad Alang (India) come Safa                                               |
| Agios Rafael         | 6817675    | 1989-2001           | Affondata a ottobre 2003, dopo un incendio mentre era diretta in Cina.                             |
| Mytilene             | 7332672    | 1990-2015           | Demolita nel 2022 ad Aliağa (Turchia) come Lene                                                    |
| Theofilos            | 7362108    | 1995-2015           | Demolita nel 2022 ad Aliağa (Turchia) come Ilos                                                    |
| Taxiarchis           | 7431090    | 1999-2015           | Demolita ad Aliağa (Turchia) nel 2023                                                              |
| Aeolos Kenteris I    | 9210103    | 2000-2011           | In disarmo presso Perama (Grecia)                                                                  |
| Aeolos Kenteris II   | 9234757    | 2001-2011           | In disarmo presso Perama (Grecia)                                                                  |
| Aeolos Kenteris      | 9244350    | 2001-2007/2009-2015 | Abbandonata ad Augusta e parzialmente affondata nel 2018                                           |
| Sea Angel            | 8012152    | 2005                | Demolita a luglio 2012 ad Aliağa (Turchia)                                                         |
| Archagelos           | 7383451    | 2006                | Demolita a maggio 2012 ad Alang (India)                                                            |
| Panagia Tinou        | 7392531    | 2007-2009           | Distrutta da un incendio scoppiato a Tripoli (Libano) e demolita ad Aliağa (Turchia) nel 2016      |
| Panagia Hozoviotissa | 7229796    | 2007-2010           | Demolita a giugno 2010 ad Aliağa (Turchia)                                                         |
| Panagia Thalassini   | 9127643    | 2007-2015           | In disarmo presso Perama (Grecia)                                                                  |
| Panagia Parou        | 9108049    | 2007/2010-2015      | Parzialmente affondata ad Algeciras (Spagna) nel 2017 e demolita a luglio 2018 ad Aliağa (Turchia) |
| Aqua Jewel           | 8976671    | 2010-2014           | Attuale Aqua Jewel della compagnia SeaJets                                                         |
| European Express     | 7355272    | 2010-2014           | Demolita a gennaio 2019 ad Aliağa (Turchia) come Express                                           |
| Colossus             | 8613073    | 2010-2012           | Demolita a novembre 2013 ad Alang (India)                                                          |
| Mykonos              | 7043843    | 2010                | Attuale Talos per Creta Cargo Lines                                                                |
| Alkioni              | 9106211    | 2010-2012           | Attuale Cat I per Magic Sea Ferries                                                                |
| Ippotis              | 9009633    | 2010-2014           | Demolita a luglio 2014 ad Aliağa (Turchia)                                                         |
| Cyclades Express     | 8919518    | 2010                | Attuale Naxos Jet per SeaJets                                                                      |
| Aqua Maria           | 7419626    | 2010-2015           | Attuale Alexandra L per Kefalonian Lines                                                           |
| Penelope             | 7400261    | 2010-2011           | Demolita a luglio 2013 ad Aliağa (Turchia)                                                         |
| Ropax 1              | 7822861    | 2010/2011-2012      | Parzialmente affondata ad Alessandretta (Turchia) nel 2021                                         |
| Ropax 2              | 7822859    | 2010-2011/2011-2012 | Demolita a dicembre 2017 ad Alang (India)                                                          |
| Aqua Spirit          | 9212450    | 2011-2015           | Attuale Northern Sea Wolf per BC Ferries                                                           |
| Ionian Sky           | 7377567    | 2013-2015           | Demolita a febbraio 2020 ad Aliağa (Turchia)                                                       |